# Klein boomzonnetje
Klein boomzonnetje (Athallia cerinella) is een korstmos uit de familie Teloschistaceae. Het leeft op bomen. Vooral op takken en gladde schors van populier, vlier en es. Het leeft in symbiose met de alg Pseudotrebouxia.

## Determinatie

### Uiterlijke kenmerken
Het thallus is korstvormig, erg dun, grijs met zeer kleine, dicht opeenstaande citroengele apotheciën met een grijzige rand. 

### Microscopische kenmerken
Alleen met zekerheid te determineren na microscopische controle. De asci bevatten 12–16 ascosporen en meten 40–60 × 15–20. De sporen zijn kleurloos en meten 8–12 × 5–6 (8) µm met een verdikking bij de equator van 4–6 µm. 

### Gelijkende taxa
Klein boomzonnetje lijkt op geel boomzonnetje (Athallia cerinelloides), die acht sporen per ascus heeft.

## Verspreiding
In Nederland komt het zeldzaam voor. Het is niet bedreigd en staat niet op de Nederlandse Rode Lijst.